# Guillem de Montcada (bisbe d'Urgell)
|  | Per a altres significats, vegeu «Guillem de Montcada». |

Guillem de Montcada, nom complet: Guillem de Montcada i de Narbona (? — Guissona, 1308) fou bisbe d'Urgell i segon copríncep d'Andorra entre els anys 1293 i 1308, en què morí a Aitona. Era segurament fill de Pere I de Montcada i, per tant, nebot del bisbe de Lleida Guillem de Montcada i d'Aragó i cosí d'Elisenda de Montcada i de Pinós, amb la qual es casà el comte-rei Jaume II el Just. El rei Jaume tractava el bisbe d'Urgell, efectivament, de cosí.
Fou elegit bisbe d'Urgell l'any 1293, però no prestà l'obediència canònica que devia a l'arquebisbe de Tarragona, del qual depenia el bisbat d'Urgell, fins al 1299. Mentrestant exercí altres responsabilitats eclesiàstiques, com ara fer d'ambaixador del papa Bonifaci VIII a Sicília, un dels regnes heretats per Jaume II.
Quan prengué possessió del càrrec destacà per la seva capacitat d'organització: reestructurà les remuneracions econòmiques dels clergues i els ardiaconats del bisbat i assignà pensions per als que estudiaven. També creà un nou ardiaconat a la Cerdanya, dins del territori del bisbat.